# Pataíba
Pataíba é um distrito da cidade de Água Fria, na Bahia. Contando com várias vias de acesso, Pataíba tem como e cidades vizinhas: Biritinga e Sátiro Dias. Situada a 180 km da capital, Salvador, conta com cerca de 4.000 habitantes.
Segundo dados do IBGE, Pataíba foi criada pelo decreto-lei estadual nº 141, de 31-12-1943, confirmado pelo decreto estadual nº12978, de 01-06-1944, quando é extinto o município de Coração de Maria, sendo seu território anexado ao município de Irará, como simples distrito. Pelos decretos leis estaduais acima citado é criado o distrito de Pataíba e anexado ao município de Irará.
Em 1 de junho de 1944, a lei estadual nº 12978, eleva novamente Coração de Maria à categoria de município, e no período de 1944-1948, o município é constituído de 7 distritos: Irará, Água Fria, Bento Simões, Ouriçangas, Pataíba, Pedrão e Santanópolis, assim permanecendo em divisão territorial datada de 1-VII-1950. 
Pela lei estadual nº 628, de 30-12-1953, é criado o distrito de Boa Esperança (ex-povoado), com terras desmembradas do distrito de Água Fria e anexado ao município de Irará.
Em divisão territorial datada de 1-VII-1955, o município é constituído de 8 distritos: Irará, Água Fria, Bento Simões, Boa Esperança, Ouriçangas, Pataíba, Pedrão e Santanópolis.
Pela Lei Estadual n.º 1.712, de 13-07-1962, são desmembrados do município de Irará os distritos de Água Fria e Pataíba para constituírem o novo município de Água Fria.